# Jacob Lohmann
Jacob Ulrik Lohmann (født 4. februar 1974 i Odense) er en dansk skuespiller. Han er søn af skuespilleren Lars Lohmann.
Han blev uddannet fra Skuespillerskolen ved Aarhus Teater i 2002. Efterfølgende var han tilknyttet Aalborg Teater frem til 2004, hvor han bl.a. havde roller i Købmanden i Venedig, King Lear og Jesus Christ Superstar. I 2004 spillede han med i Macbeth på Mungo Park, og han har også medvirket i Ronja Røverdatter på Folketeatret.

## Filmografi

### Film
| År   | Titel                              | Rolle           | Noter       |
| ---- | ---------------------------------- | --------------- | ----------- |
| 2002 | Perker                             | Stig            | Novellefilm |
| 2003 | Se til venstre, der er en svensker | Mand med hund   |             |
| 2003 | 2 ryk og en aflevering             | Skrankebetjent  |             |
| 2005 | Drabet                             | Politiassistent |             |
| 2006 | En Soap                            | Tue             |             |
| 2011 | Far til fire - tilbage til naturen | Rikard          |             |
| 2014 | Kartellet                          | Jørgen Persson  |             |
| 2014 | Kapgang                            | Rolf            |             |
| 2014 | Klumpfisken                        | Carsten         |             |
| 2016 | Flaskepost fra P                   | Elias           |             |
| 2017 | Underverden                        | Torben          |             |
| 2017 | 3 ting                             | Sander          |             |
| 2017 | Dan-Dream                          | Trompet-Bjørn   |             |
| 2018 | Den tid på året                    | Mads            |             |
| 2019 | De frivillige                      | Markus Føns     |             |
| 2019 | Valhalla                           | Tyr             |             |
| 2020 | Shorta                             | Mike            |             |

### Tv-serier
| År   | Titel                   | Rolle                    | Noter |
| ---- | ----------------------- | ------------------------ | ----- |
| 2008 | Anna Pihl               | Mik                      |       |
| 2012 | Forbrydelsen III        | Dyhring                  |       |
| 2015 | Norskov                 | Casper "Bonden" Bondesen |       |
| 2019 | Bedrag III              | Søren                    |       |
| 2020 | Når støvet har lagt sig | Morten Dalsgård          |       |
| 2021 | Overleverne             | Steen                    |       |
| 2023 | Oxen                    | Niels Oxen               |       |